# Pain
Pain — музичний гурт, що виконує індастріал-метал, змішаний з електронною музикою і техно. Проєкт шведського музиканта, творця гурту Hypocrisy, Петера Тегтгрена (швед. Peter Tägtgren).

## Історія
Гурт дебютував на сцені у 1997 році, і відтоді випустив сім студійних альбомів та 2 DVD. Починаючи від другого альбому Rebirth всі альбоми Pain ставали провідними у шведських чартах. Сингл з альбому Rebirth — End Of The Line став золотим.
Восени 2002 року відбулося перше європейське турне гурту.
2008 року колектив подорожував разом з фінським рок-гуртом Nightwish. Протягом цього туру, вокаліст Петер Тегтгрен, ударник Девід Воллін та басист Йохан Гусґафвель зазнали нападу з боку озброєної групи у Лейпцигу. Тегтрену нанесли 10 шрамів на обличчя, Воллін отримав струс мозку, а Гусґафвелю розбили ніс.
Pain приєднався до Nightwish у другій частині туру в підтримку альбому Dark Passion Play разом з фінським поп-рок гуртом Indica, починаючи від першого концерту в Лондоні 11 березня 2009 року. Також вони збираються долучитися до туру в підтримку альбому Imaginaerum, що розпочнеться в листопаді 2012 року.
3 червня 2011 року Pain випустив свій сьомий альбом You Only Live Twice на лейблі Nuclear Blast.
9 вересня 2016 року гурт випустив свій восьмий студійний альбом під назвою Coming Home.
У червні 2021 року Pain повернулися з кліпом Party In My Head. Відео було опубліковано на YouTube-каналі Nuclear Blast Records.

## Дискографія

### Альбоми
- Pain (1997)
- Rebirth (2000)
- Nothing Remains the Same (2002)
- Dancing with the Dead (2005)
- Psalms of Extinction (2007)
- Cynic Paradise (2008)
- You Only Live Twice (2011)
- Coming Home (2016)

### Сингли
- End of the Line (1999)
- On and On (1999)
- Shut Your Mouth (2002)
- Eleanor Rigby (2002)
- Same Old Song (2005)
- Bye/Die (2005)
- Nothing (2005)
- Zombie Slam (2007)
- Nailed to the Ground  (2007)
- I'm Going In  (2008)
- Follow Me (2008)
- Dirty Woman (2011)

### Кліпи
- Have A Drink On Me
- Bye/Die
- End of the line
- Just hate me
- Nothing
- On and on
- Shut your mouth
- Suicide machine
- Zombie Slam
- Follow Me
- Monkey Business
- Same old song
- Dirty Woman
- The Great Pretender

### DVD
- Live Is Overrated (2005)
- We Come In Peace (2012)

## Склад

### Поточний склад
- Петер Тегтгрен (Peter Tägtgren) — Вокал, гітара
- Себастьян Тегтгрен (Sebastian Tägtgren) — Ударні
- Себастьян Свалланд (Sebastian Svalland) — Гітара
- Джонатан Ульссон (Jonathan Olsson) — Бас-Гітара